# Monforte da Beira

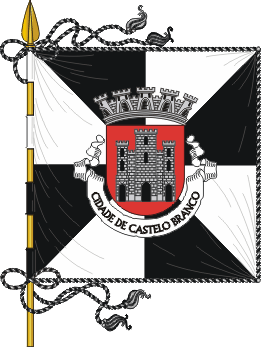
Bandera del distrito "Castelo Branco" al que pertenece Monforte Da Beira.

Monforte de Beira es una pedanía (freguesia) en la provincia de Castelo Branco, de 120,28 kilómetros cuadrados de superficie y 506 habitantes (2001). Densidad: 4,2 hab / km ².

## Etimología
El nombre de Monforte proviene del latín "Mons Fortis" y está asociado a un castillo que hay cerca de la población, en la comarca histórica de Beira.
- Ver Mons Fortis (topónimo)

## Historia

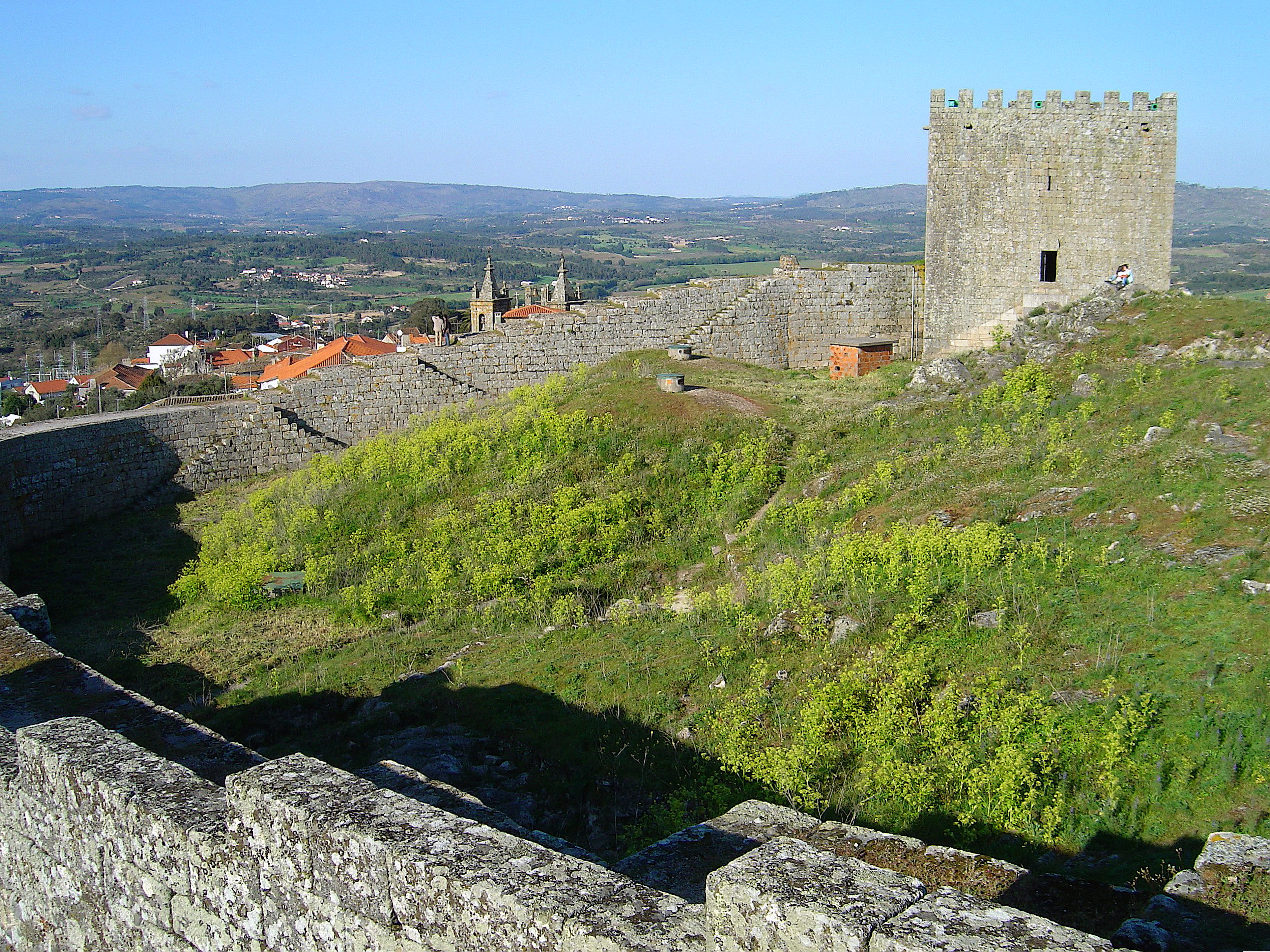
Castelo de Celorico da Beira.

El origen de Monforte se pierde en el tiempo. En Monte Barata se encontró un hacha de latón y un anillo que parecen ser de la edad de bronce (1900 -1300 A.C). El origen de la población es debido a la cesión de estos terrenos a la Orden de Cristo para la construcción de una granja. 
D. Manuel le otorgó Carta Puebla en 1512. Pero el constante incumplimiento de los habitantes con la Corona, sobre todo de los muchos castellanos que ayudaron a poblar el lugar, obligaron a D. Manuel a redactar una nueva Carta Puebla en 1553. 
Según los datos que se conservan, en 1708 había 346 vecinos.

## Patrimonio Cultural
- Iglesia de Nuestra Señora de Ayuda, del siglo XVI. Destaca su Cristo Crucificado - siglo. XIV (gótico) en el altar mayor. La portada y laterales, son de estilo manuelino. Destaca también su fuente de agua.

## Gastronomía
Monforte da Beira es conocido por su famosa "sopa de grano" (que se suele preparar en las bodas). Destacan también su cordero al horno y la sopa de cordero. 

### Famosas Romerías
- Nuestra Señora de la Ayuda (15 de agosto)
- San Juan Bautista (23 y junio 24)
- Feria anual del 10 de agosto.

## Asociaciones
- "Aldea en Acción" Asociación Deportiva y Recreativa de Monforte de Beira"
- "Asociación de Cazadores de Monforte de Beira"